# Wladimir Bernardes
Wladimir Bernardes foi um dirigente esportivo brasileiro, presidente da Confederação Brasileira de Futebol em 1924.